# Герб Островного

## Описание
Геральдическое описание (блазон) гласит:
В волнисто-пересеченном лазоревом (синем, голубом), серебряном поле — золотой северный олень, смотрящий вверх и идущий по лазоревому холму (полукругу), обремененному серебряной сёмгой, по сторонам оленя — выходящие носы золотых ладей, плывущих по серебряной половине поля, с которых спущены золотые канаты с якорями, в серебре переменяющие свой цвет на лазоревый. Облачная узкая глава многократно рассечена на нитевидные части.
Порядок воспроизведения герба города установлен Законом ЗАТО Островной «О гербе ЗАТО г. Островной».

## История
В 1920—1927 годах территория нынешнего города Островной входила в состав Понойской волости, в 1937—1963 годах — в состав Саамского района, центром которого было селение Иоканьга (известное с 1611 года), а с 1938 года населенный пункт Гремиха. С 1963 года Гремихский поселковый совет входил в состав пригородной зоны города Североморска. 14 сентября 1981 года поселок Гремиха получил наименование «город Островной». В том же году для открытой переписки городу было дано название «Мурманск-140». В 1994 году с наименования «закрытого административно-территориального образования» (ЗАТО) Островной снят гриф секретности.
Герб был утвержден 17 декабря 1995 года. После доработки утвержден повторно 27 декабря 1996 года постановлением Совета депутатов ЗАТО г. Островной. Герб внесен в Государственный геральдический регистр РФ под № 136.